# Ľupčianka
Ľupčianka – potok, lewy dopływ rzeki Wag. Jest ciekiem wodnym III rzędu. Ma źródła na wysokości około 1605 m na północnych stokach przełęczy Sedlo Ďurkovej (1709 m) w Niżnych Tatrach na Słowacji. Spływa początkowo w kierunku północno-zachodnim, a potem mniej więcej północnym dnem  Doliny Lupczańskiej. Po opuszczeniu Niżnych Tatr wypływa w miejscowości Partizánska Ľupča na Kotlinę Liptowską. W górnej części tej miejscowości rozdziela się na dwa koryta. Główne koryto płynie przez zabudowane obszary miejscowości,  lewe po jej zachodniej stronie. Poniżej zabudowań Partizánskiej Ľupčy obydwa koryta łączą się i potok płynie po wschodniej stronie zabudowań miejscowości Liptovský Michal. Na wysokości około 522 m uchodzi do zbiornika wodnego Bešeňová na Wagu.
Jej główne dopływy to:
- prawostronne: Veľký Oružný potok, Krámecký potok
- lewostronne: Prievalský potok, Veľké Železné, Salatínsky potok, Viedenka

Ľupčianka to duży potok. Ma długość 23,7 km. Jego zlewnia obejmuje północne stoki głównej grani Niżnych Tatr od Chabeneca po szczyt Latiborská hoľa, wraz z Grupą Salatynów. Górna część tej zlewni znajduje się w obrębie Parku Narodowego Niżne Tatry.
Doliną Ľupčianki biegnie droga łącząca miejscowości Partizánska Ľupča i Liptovská Lúžna.

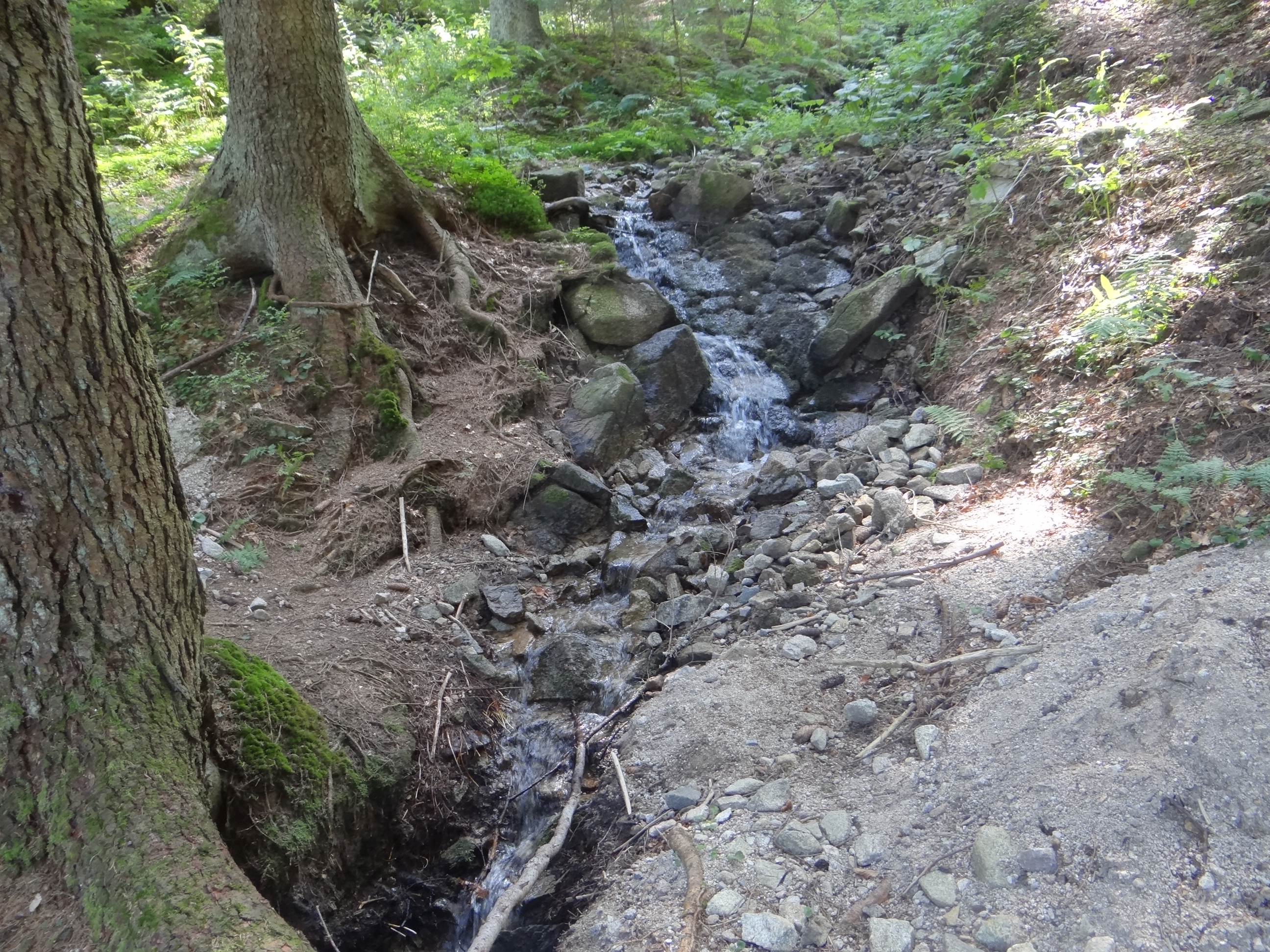
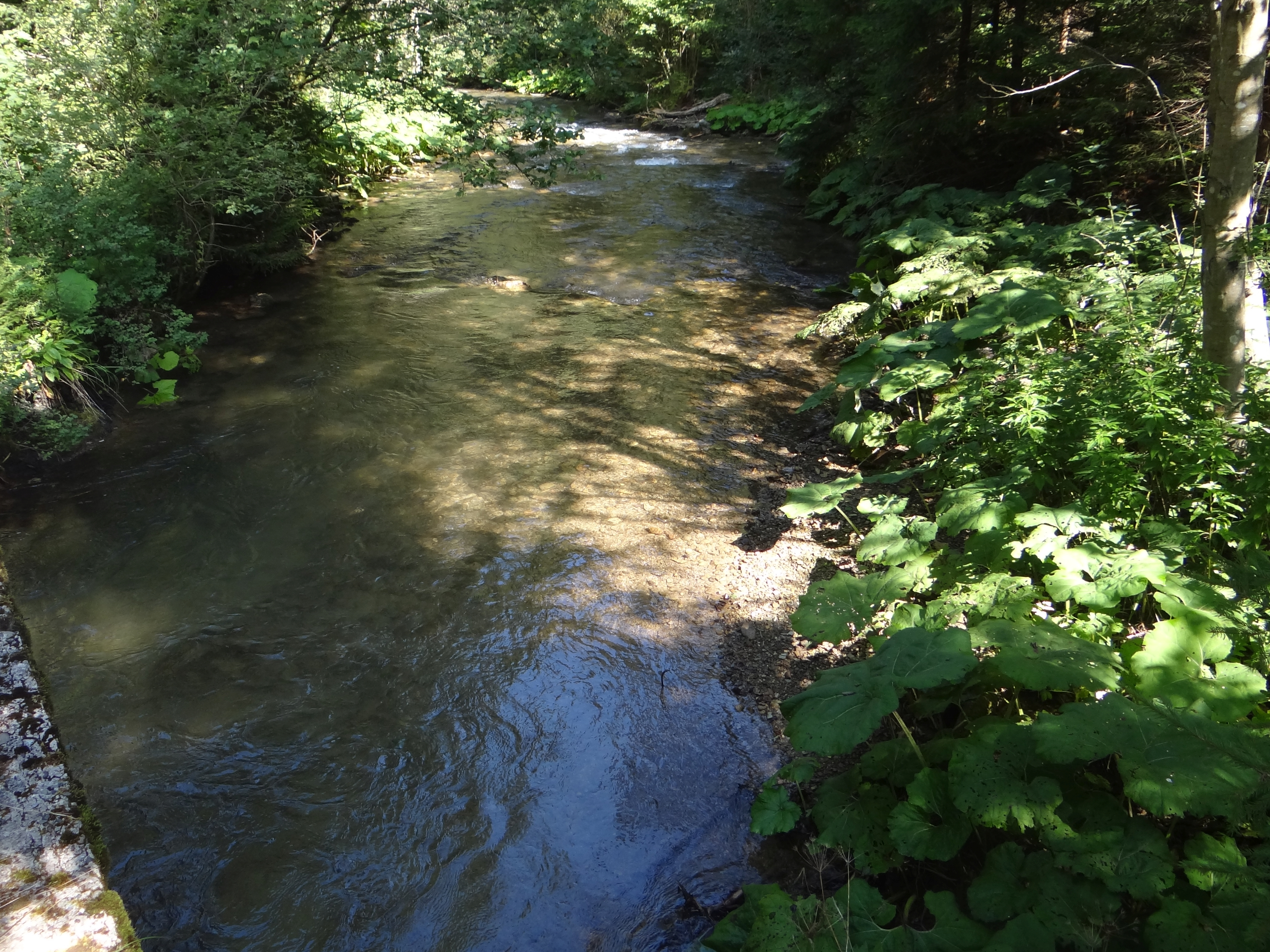
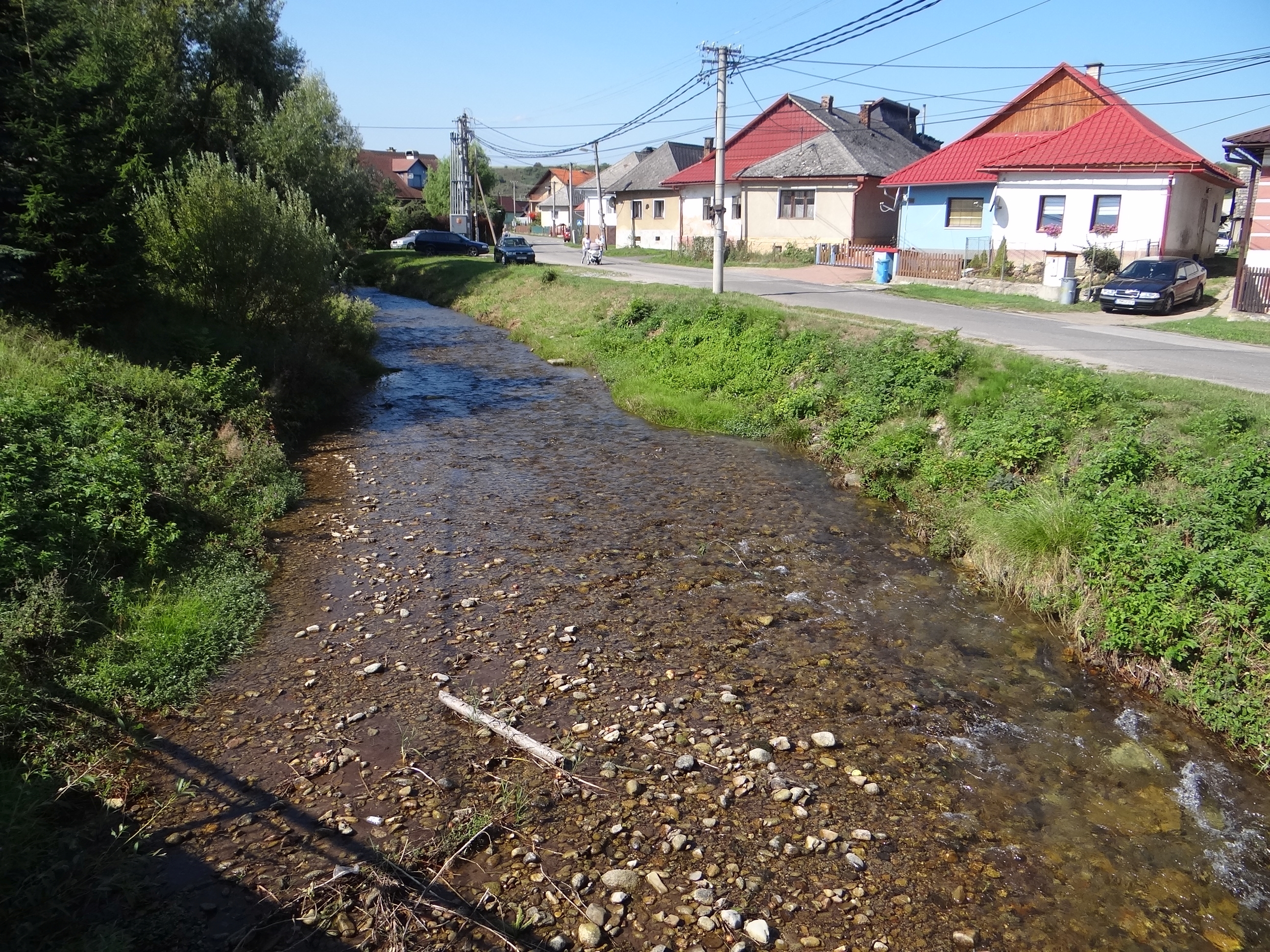